# Pelzhaltbarkeit
Für die Pelzhaltbarkeit, die Strapazierfähigkeit von Pelzwaren, gibt es keine wissenschaftlich erarbeiteten Aussagen. Doch wurden im 20. Jahrhundert von Fachleuten der Pelzbranche einige Versuche gemacht, die verschiedenen Pelzarten und Fellsorten in Bezug auf ihre Tragfähigkeit miteinander zu vergleichen.
Die dort angegebenen Zahlen sind nicht eindeutig, zu den subjektiven Beobachtungen der Haltbarkeit in der Praxis kommen in jedem Einzelfall Beeinflussungen durch Pelzzurichtung und Pelzveredlung sowie zahlreiche weitere Faktoren hinzu.

## Allgemein

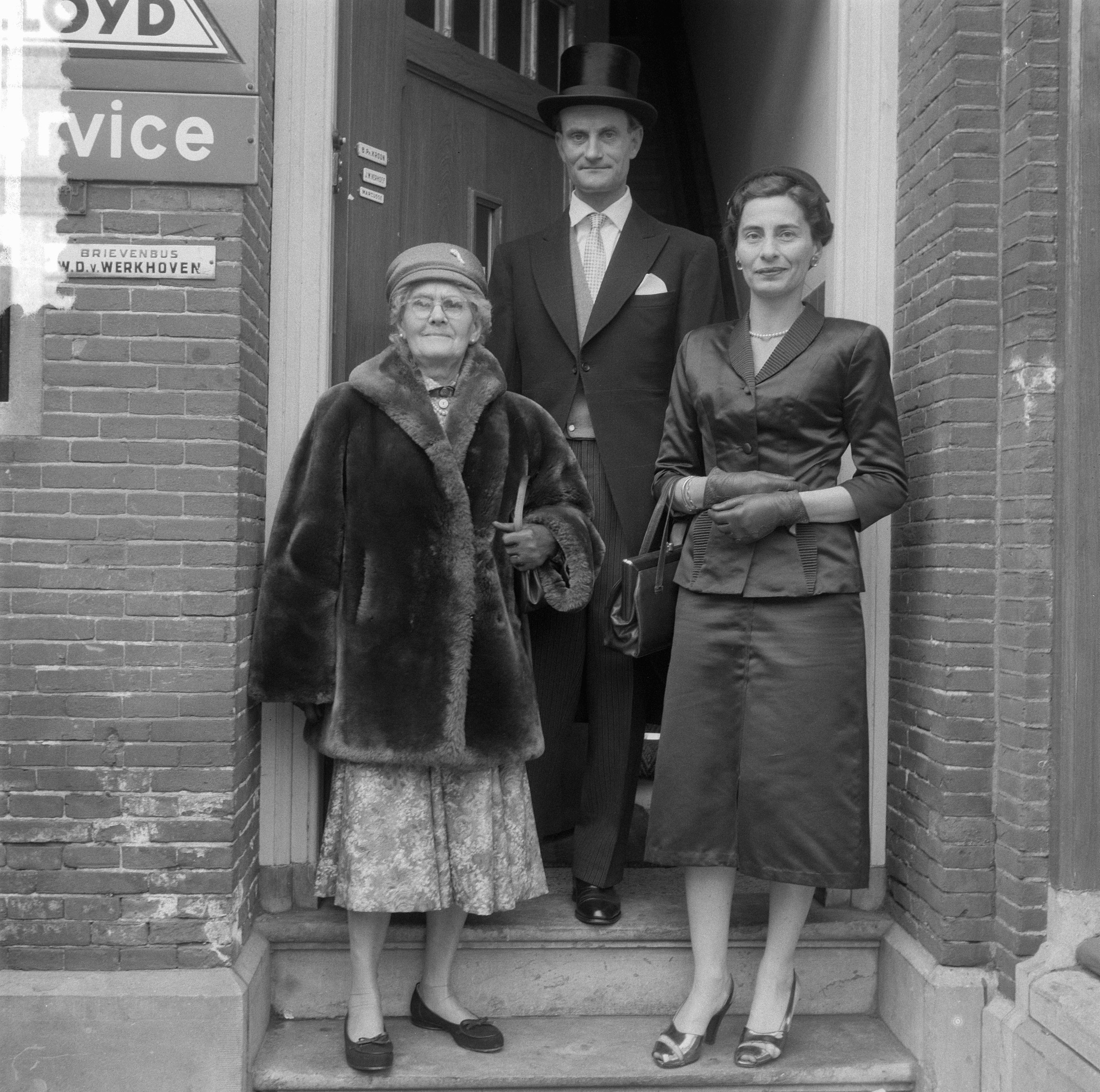
Biberlammjacke mit angeschlissenen Kanten (1957)

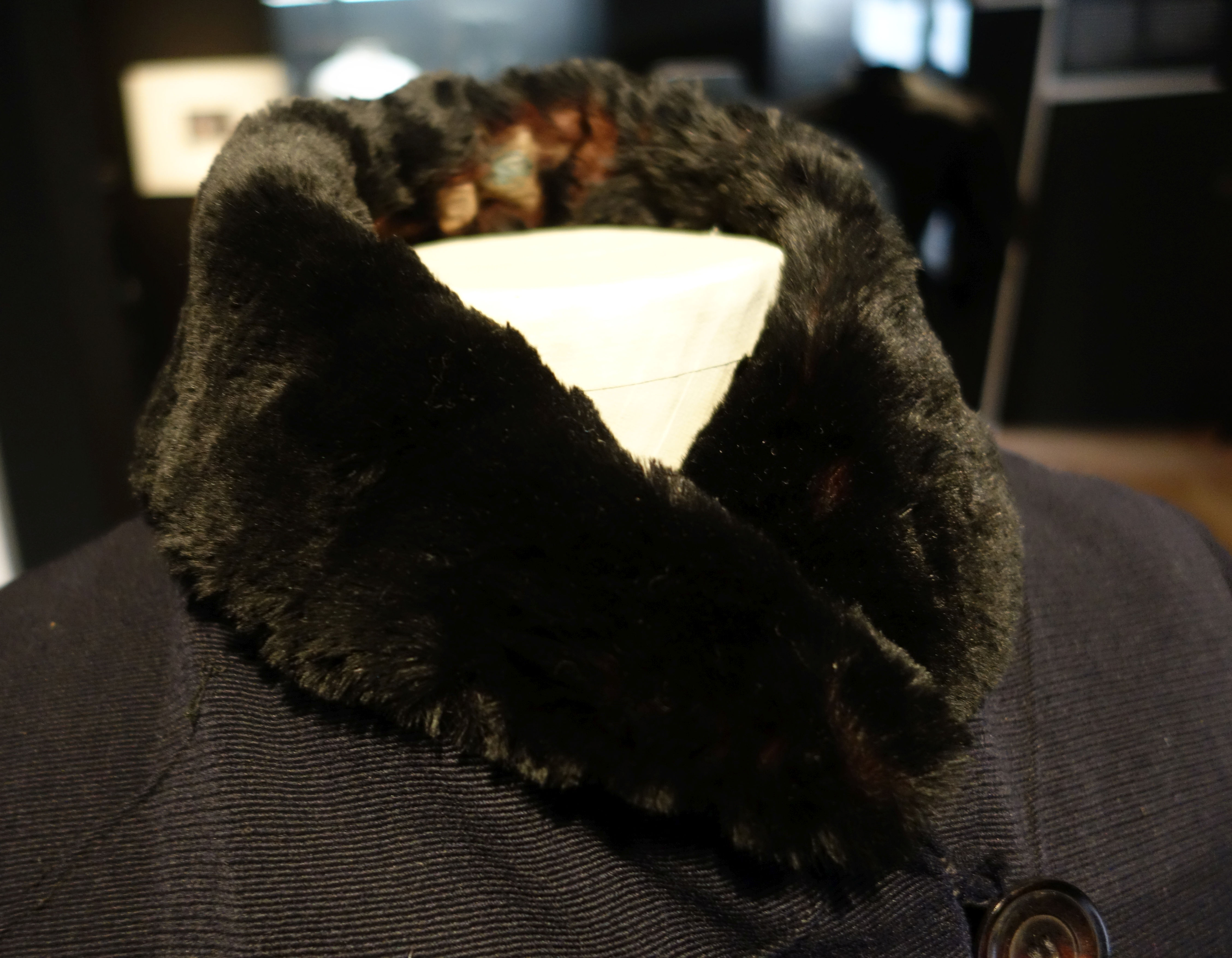
Sealkaninkragen der 1920er Jahre, am Hals abgetragen (Museum Textilfabrik Cromford)

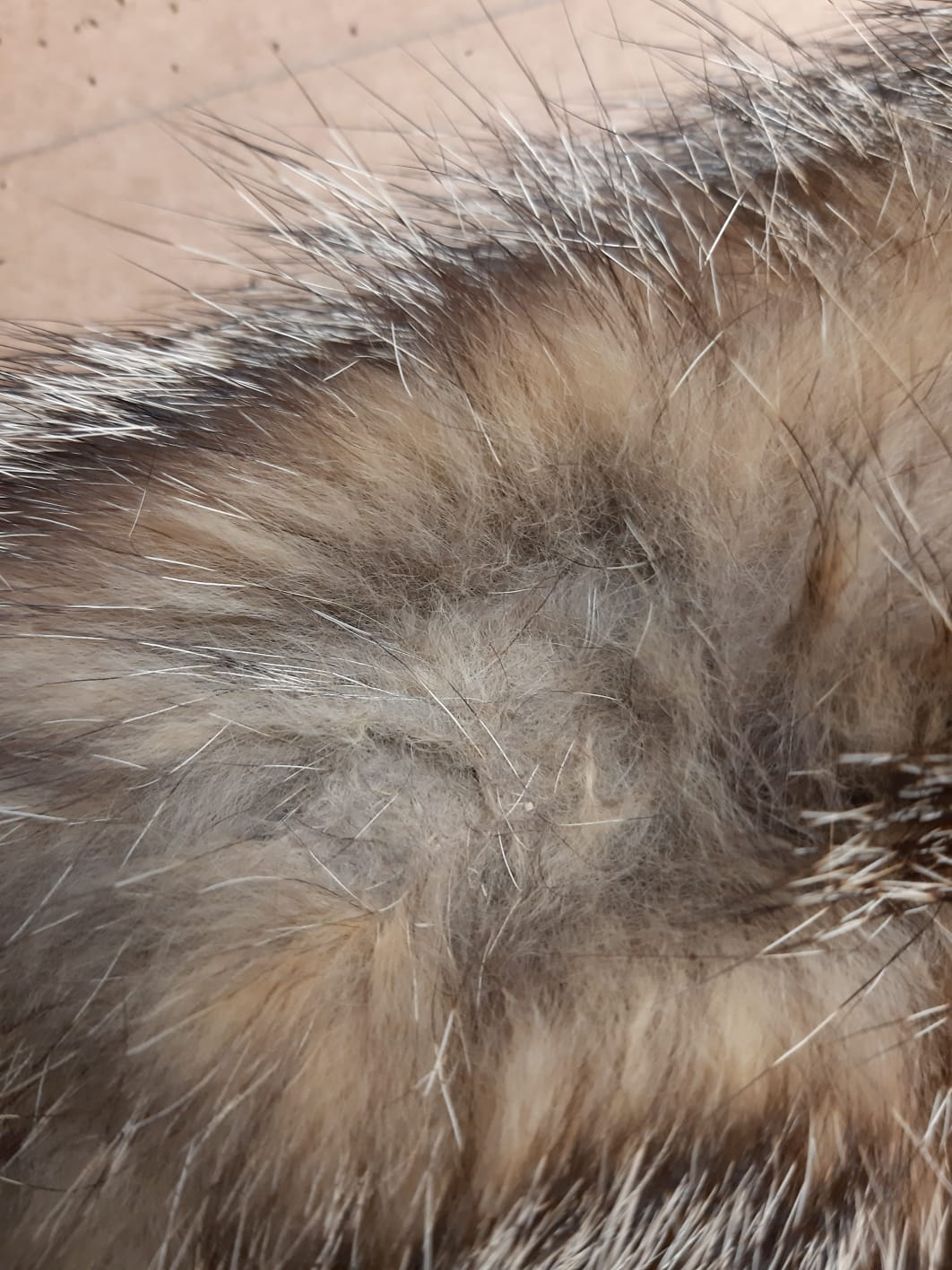
Im Mantelsaum verfilztes Grisfuchsfell

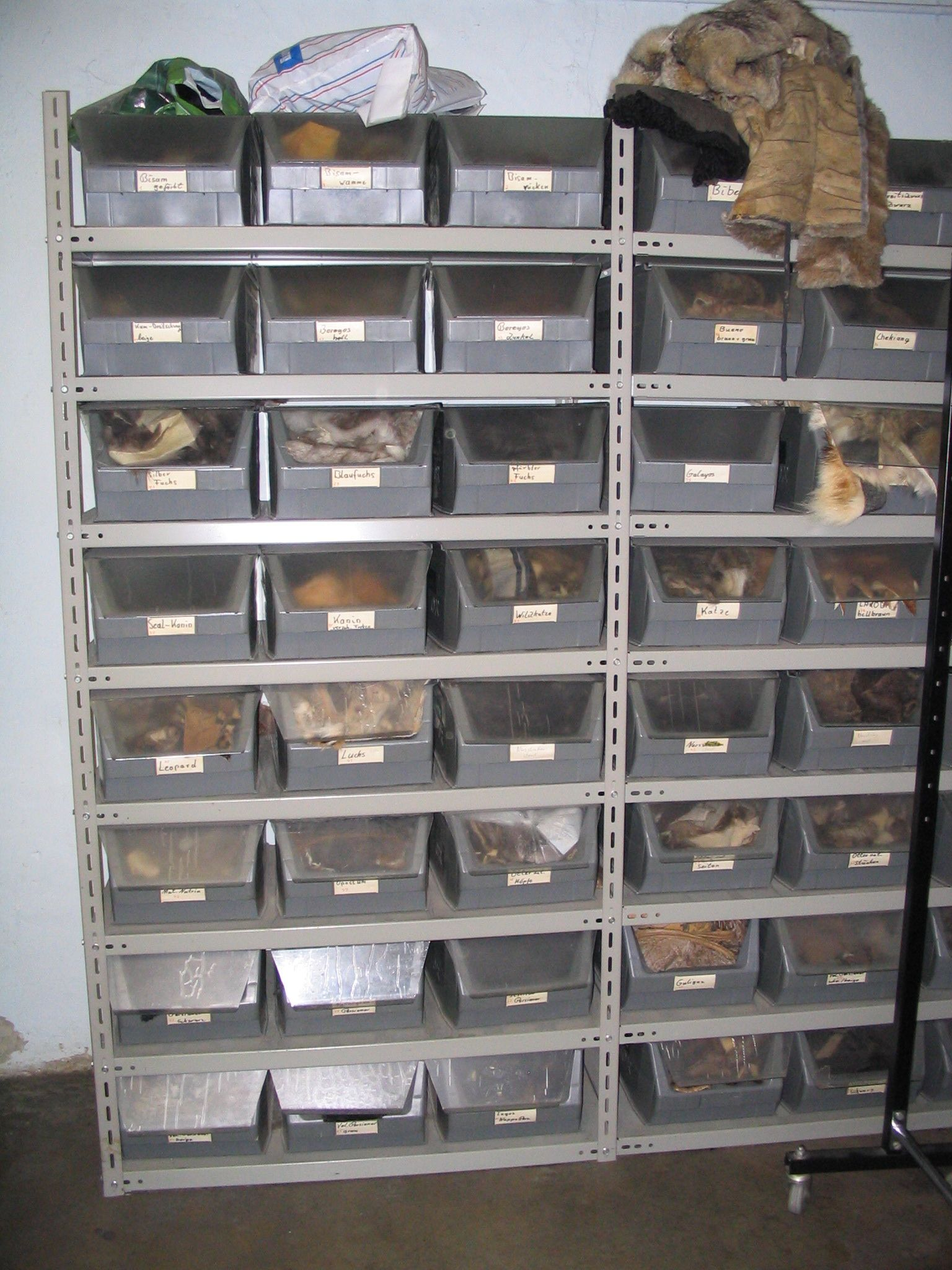
Regal mit Reparaturstücken verschiedener Pelzsorten in einer Kürschnerei (Teilansicht, 2011)

Unter der Haltbarkeit eines Pelzes wird dessen Fähigkeit verstanden, seine durch die Natur oder durch zusätzliche menschliche Bearbeitung gegebene Materialbeschaffenheit so lange wie möglich zu erhalten. Dies betrifft die Haltbarkeit des Leders, die Bruch- und Reißfestigkeit des Haares, aber auch dessen Farbbeständigkeit. Die Qualität eines Felles hängt von vielen Faktoren ab. Mit Einschränkungen lässt sich verallgemeinern: Pelztierarten, die ganz oder zeitweilig im Wasser leben, haben ein besonders dichtes und strapazierfähiges Fell. Je kälter der Lebensraum, desto dichter und seidiger das Haar. Für den Winterpelz der gemäßigten und kalten Zone ist ein dichtes, weiches Unterhaar charakteristisch. Bei Tropentieren überwiegt im Allgemeinen das Grannenhaar gegenüber dem Wollhaar. Marderartige haben zumeist ein besonders haltbares Fell. Winterfelle sind qualitativ besser als Sommerfelle, Übergangsfelle (aus der Zeit des Fellwechsels) neigen unter Umständen zum Haarausfall („Mildhaarigkeit“). Felle von Kleinraubtieren haben ein zügigeres und damit stabileres Leder als die von Pflanzenfressern.
Wesentliche Faktoren für das Ausmaß der Abnutzung von Fellwerk sind:
- Stärke und Widerstandskraft des einzelnen Haares

Kräftige Haare sind beim Tragen von Fellkleidung gegenüber äußeren Einflüssen widerstandsfähiger als feinhaarige. Schäden entstehen zum Beispiel bei Kleidungsstücken durch Reibung, vor allem an den Kanten, den Unterärmeln und darunter liegenden Rumpfseiten, am Hals, der Sitzfläche usw., bei Fellteppichen durch das Schuhwerk.
- Das Längenverhältnis zwischen Oberhaar und Unterwolle

Ein längeres und dichteres Oberhaar des Fellwerks gewährt dem Unterhaar einen besseren Schutz, die Unterwolle ist in der Haltbarkeit weniger bedroht. Allerdings neigen die meisten langhaarigen Fellarten eher zum Abrieb und beeinträchtigen dadurch das Aussehen des Pelzteiles, bevor es zu einem völligen Abrieb bis hin zum Sichtbarwerden des Leders kommt.
Bei entsprechender Mode werden Pelzfelle häufig geschoren oder das Oberhaar wird ausgerupft, die daraus gearbeiteten Pelzbekleidungsstücke werden meist unter Bezeichnungen wie Samtnerz, Samtbisam, Samtnutria usw. angeboten, auch Sealkanin, die früher übliche Wortbildung für diese Veredlungsformen (Sealbisam usw.). Bei geschorenen Fellen haben Ober- und Unterhaar die gleiche Haarhöhe und sind damit gleich belastet, die geschlossene Haardecke ist jedoch erheblich weniger abriebgefährdet. Wird das Fell gerupft, bleiben nur die weicheren, feineren Unterhaare erhalten. Grundsätzlich ist das Fell dadurch stärker äußeren Einflüssen ausgesetzt, ein objektiver Haltbarkeitsvergleich ist trotzdem schwierig. Eventuell stört den Besitzer beim naturbelassenen Fell bereits das Sichtbarwerden der Unterwolle durch das abgeriebene Grannenhaar, während beim Samtpelz der Schaden erst nach dem Sichtbarwerden des Leders auffällt.
- Behaarungsdichte

Dichthaariges Fell hat eine höhere Haltbarkeit als lichteres, schütteres Fellwerk. Die Abnutzung der größeren Haarmasse erfolgt langsamer.
- Haarungsvermögen

Stärker haarendes Fell unterliegt einem schnelleren Verschleiß. Die Behaarung verdünnt sich weiter und wird unansehnlicher. Stärker haarende Fellarten sind Hase, Kanin und Katze. Bei den Tieren erfolgt der stärkste Haarausfall am Ende des Sommers während der Zeit der Haarung, am schwächsten ist er während der Vollreifung des Felles zu Beginn des Winters.
- Haarbrüchigkeit

Die Brüchigkeit ist ein wesentlicher Faktor für eine schlechte Trageeigenschaft eines Pelzes. Dieses Haar bricht wenn es geknickt wird und hat nur eine geringe Zugfestigkeit. Besonders brüchig ist das Haar der Antilope, Gazelle, Serval, Zickel und Ziege, Reh, Hirsch und des erwachsenen Rentieres. Im Spitzenteil ihres Haares sind Kanin und Fuchs besonders brüchig.
- Verfilzung

Die Verfilzung durch Reibung, durch Schmutz und Staub beeinträchtigt das Spielen der Haare und das Aussehen des Pelzes.
- Lederbeschaffenheit, Lederstärke

Dünnledrige Felle besitzen eine geringere Festigkeit, dazu gehören besonders kleine Tierarten, wie Susliki (Ziesel) und Maulwurf. Das Leder reißt leichter und wird schneller morsch. Je größer das Fell, desto kräftiger und haltbarer ist das Leder. Die Größe der Felle innerhalb einer Tierart kann sich je nach Herkommen unterscheiden, und damit auch deren Lederhaltbarkeit. Felle jüngerer Tiere sind dünnledriger als älterer, als Beispiele werden die Cupbären und die Otter genannt. Auch bei Schafware ist das Leder älterer Tiere besonders haltbar. Bei Schaffellen wird, nach Altersstufen mit jeweils unterschiedlichen Lederstärken, im Handel differenziert: Lammfelle, Forschen, Schmaschen, Galjaks. Feine Breitschwanzfelle und Zickelfelle sind besonders dünnledrig. Männliche Felle haben meist stärkeres Leder als weibliche, häufig sind sie im Körper größer, eine Ausnahme bilden die Chinchilla, bei denen die Weibchen größer sind. Eine warme Lagerung beschleunigt unter Umständen den Alterungs- beziehungsweise Zersetzungsprozess des Leders.
- Art der Gerbung und Veredlung

Die Art der Zurichtung (Gerben) und Veredlung (Färben, Bleichen u. a.) hat eine erkennbare Auswirkung auf die Haltbarkeit von Haar und Leder, insbesondere durch
a) die Art der Zurichtung, unter anderem die verwendeten Hilfsstoffe und Gerbmittel.
b) das Färbeverfahren.
Bei einer sachgemäßen Arbeitsweise sollte durch das Färben keine Verschlechterung der Haar- oder Lederqualität eintreten. Jedoch beeinträchtigt eine eventuell zusätzlich notwendige Bleiche die Haarbrüchigkeit unter Umständen erheblich, bei nicht regelrechter Behandlung können dabei auch Lederschäden auftreten. Vor allem in weiter zurückliegender Zeit wirkten die zur Veredlung verwendeten Chemikalien und Hilfsstoffe zum Teil noch nach der Veredlung weiterhin auf das Haar und vor allem auf das Leder ein.
- Lichteinwirkung

a) Besonders das Sonnenlicht bleicht Felle aus, im Hochgebirge wirkt sich die ultraviolette Strahlung besonders schnell aus.
b) Die in früheren Jahren verwendeten Farbstoffe verloren selbst bei dunkler Lagerung der Felle mitunter rasch an farblichem Ausdruck, die Farben zersetzten (oxydierten) sich gelegentlich. Insbesondere in den 1930er Jahren führte das bei gefärbten Rotfüchsen zu Problemen. Die modernen Pelzfarbstoffe entsprechen den Textilfarben und sind entsprechend farbbeständig.
Für im Gebrauch befindliche Pelze sind für die Haltbarkeit und gutes Aussehen und damit für die Nutzungsdauer von Einfluss:
Eine pflegliche Behandlung und die Häufigkeit des Gebrauchs. Häufiger getragenes Pelzwerk nutzt sich schneller ab und verschmutzt schneller. Es ist sachgemäß zu lagern. Das heißt, es vor Schädlingsbefall zu schützen und dunkel und möglichst kühl aufzubewahren. Kürschnereien bieten für die Sommeraufbewahrung die Pelzkonservierung an. Zusätzlich mottenfest können Pelzwaren mit dem sogenannten Eulanisieren gemacht werden.

## Haltbarkeitstabellen (Gegenüberstellung)
Als gegen Ende des 19. Jahrhunderts sich die Mode dem Pelz zuwandte und man begann, Fell mit dem Haar nach außen zu tragen, wurde die Tragfähigkeit, insbesondere die Abriebfestigkeit von größerer Bedeutung. Der Pelz diente bis um die Wende zum 2. Jahrtausend vor allem als Innenfutter für Frauen- und Männerkleidung, sowie für Pelzgarnituren, Accessoires, die vor allem einen Muff, Pelzkrawatte oder -schal, und eine Pelzkopfbedeckung für Damen und Mädchen umfassten. Zu der Zeit erschienen erstmals Pelzfachbücher, und in dem Werk des Londoner Pelzhändlers J. C. Sachs findet sich eine Liste, vielleicht die erste, in der er die Tragfähigkeit der verschiedenen Fellarten bei der Verwendung für Pelzbekleidung vergleicht. Wie alle späteren Autoren setzte er das überaus kräftige und schwere Seeotterfell mit einer Haltbarkeit von 100 Prozent an die erste Stelle.
Die Einschätzungen der verschiedenen Fachleute über die einzelnen Haltbarkeiten unterscheiden sich teilweise deutlich, gleichen sich aber im Trend und änderten sich zum Teil im Lauf der Zeit. Auffällig ist dies besonders beim gefärbten Rotfuchs. Es ist zu erkennen, welche Schwierigkeiten anfangs bestanden, einen Rotfuchs schwarz zu färben. Die Färbung war nicht nur nicht von Dauer, sie schädigte auch in erheblichem Maß das Haar, ein Problem, das dank moderner Chemiefarben inzwischen völlig gelöst ist. Es ist nicht auszuschließen, dass manche der heutigen Färbungen durch die zusätzliche Farbeinlagerung in das Haar sogar eine Verbesserung der Haltbarkeit, zumindest der Farbbeständigkeit bewirken.
- Paul Schöps: Den ausführlichsten und wahrscheinlich fundiertesten Haltbarkeitsvergleich veröffentlichte der deutsche Pelzfachverleger Paul Schöps im Jahr 1964. Er bediente sich dabei der Mitarbeit von Kürschnermeistern und Rauchwarenhändlern und deren Erfahrungen aus der Praxis in Bezug auf die offenbare Abnutzung. Schon vorher waren verschiedene Tabellen zu dem Thema erschienen, inzwischen waren einige neue Pelztierarten der Nutzung zugeführt worden, auch hatte die Zurichtungs- und Veredlungstechnik erhebliche Fortschritte erzielt.[5] Als haltbarstes Fell wird weiterhin das inzwischen nicht mehr gehandelte Seeotterfell angesehen, gefolgt vom Fell des amerikanischen Otters. Neben dem Seeotter- und anderen Arten der zoologischen Familie der Otter stehen inzwischen viele der in den Listen aufgeführten Arten unter Artenschutz und/oder einem Handelsverbot.

Die Einteilung erfolgte bei Schöps in Stufen von jeweils zehn Prozent, nur die schwächsten Arten bekamen die Wertklasse von fünf bis zehn Prozent. Die nach praktischer Erfahrung haltbarsten Fellarten wurden auf 90–100 Prozent gesetzt. Es wurde vermerkt, das es nicht ratsam erschien, bezüglich der Fellsorten genauere Angaben zu machen. Selbst Felle bester Qualität weisen in der Beschaffenheit des Haares und Leders irgendwie feinere Unterschiede auf und damit auch in ihrem Abnutzungsverhalten.
- David G. Kaplan: Der New Yorker Kürschner David G. Kaplan hat in seinem 1974 veröffentlichten Buch „Welt der Pelze“ die seinerzeit wichtigsten Pelzarten in ihren Eigenschaften, ihrer Verwendung, einschließlich dem Vergleich ihrer Haltbarkeit beschrieben, und als wichtige Ergänzung dazu, ihre spezielle Reparatur- und Umgestaltungsmöglichkeit. Wie Schöps und alle übrigen Vorgänger wandte er dabei den prozentualen Vergleich mit den als am haltbarsten angesehenen Fellarten an.[6]
- American Fur Breeder: Die amerikanische Zeitschrift für Pelztierzüchter „American Fur Breeder“ veröffentlichte 1940, nach neueren mikroskopischen Haaruntersuchungen, eine kurze Liste, die danach in der deutschen Fachzeitung „Der Rauchwarenmarkt“ zum Abdruck kam. In dem in Leipzig, dem damaligen Welthandelszentrum für Pelze, herausgegebenen Rauchwarenmarkt hieß es dazu: „Wenn auch die Dauerhaftigkeit der wertvollsten Pelze nur geringe Unterschiede aufweist, so läßt sich doch eine stark differenzierte Skala aufstellen, die deutlich die Qualitätsunterschiede erkennen läßt“.[7]
- William B. Austin und Kurt Nestler: Kurt Nestler, ebenfalls im Leipziger Rauchwarenhandel tätig, nutzte 1929 für sein Buch „Rauchwaren und Pelzwaren“ eine von dem Amerikaner William B. Austin sieben Jahre zuvor aufgestellte Tabelle, der er einige seiner Erkenntnis nach notwendige Korrekturen gegenüberstellte: „Unsere diesbezüglichen Beobachtungen haben ergeben, daß heute und vor allen Dingen in der Leipziger Veredlungsindustrie bei weitem nicht mehr mit den starken Beizen und den dem Felle schädlichen Chemikalien gearbeitet wird, wie vor dem Kriege. Der Unterschied der Haltbarkeit zwischen gefärbten und naturellen Fellen derselben Art und Qualität ist ganz minimal, ausgenommen etwa bei solchen Fellen, wo gebleicht und gefärbt worden ist. Dort können hinsichtlich der Haltbarkeit sehr wohl Unterschiede eintreten zwischen naturellem und gefärbtem Fell. Aber auch hier sind Methoden gefunden worden, deren Anwendung diesen Unterschied auf ein Mindestmaß herabdrückt. Unterschiede, wie sie in der aufgeführten Tabelle angegeben sind, sind jedoch viel zu kraß, wie jeder pelzverarbeitende Betrieb heute ohne weiteres bestätigen kann. Ein Fuchs, dessen Haltbarkeit mit ohnehin nur 40 Punkten bewertet wurde, verliert keine 15 allein dadurch, daß er gefärbt wird. Es scheint, als wäre man bei der Aufstellung der Tabelle davon ausgegangen, daß zum Färben immer die weniger guten Sorten verwendet werden. Dann aber erweckt die Aufstellung in der Regel ein falsches Bild, zumal wenn sie in die Hände von Laien kommt. […] Auf der anderen Seite sind gewisse Gegenüberstellungen heute ebenfalls nicht mehr gültig.“[7]
- John C. Sachs: Garlick Hill in London war ein weiteres Pelzgroßhandelszentrum neben dem Leipziger Brühl und dem Pelz-Distrikt in New York. Der dortige Kürschner „Captain John C. Sachs (Late Northhamptonshire Regiment), Lectures at Drapers' Summer School, Cambridge“, wie es in seinem in dritter Auflage erschienenen Buch im Titelblatt heißt, hatte etwa 1923 eine vergleichende Haltbarkeitstabelle für Pelze erstellt, vielleicht war es die erste überhaupt. Er schrieb dazu: „Man kann ihr entnehmen, dass das strapazierfähigste Fell Seeotter ist, und das empfindlichste Hase und, möglicherweise eine kleine Überraschung, kann die hohe Position des kanadischen Zobels hervorrufen - scheinbar so zart, und die niedrige Einstufung der Ziege - anscheinend so hart.“[8]

| Fellart                                                                                     | Schöps (1964)                                                                                     | Kaplan (1974) | American Fur Breeder (1940)                     | Austin (1922) korr. Nestler (1929)                                            | Sachs (ca. 1923)                                |
| ------------------------------------------------------------------------------------------- | ------------------------------------------------------------------------------------------------- | --- | ----------------------------------------------- | ----------------------------------------------------------------------------- | ----------------------------------------------- |
| Affe                                                                                        | 20–30 % Scheitelaffe (Königsaffe, Seidenaffe)                                                     | 20–30 % die meisten Typen                                                                                            | -                                               | -                                                                             | -                                               |
| Antilope                                                                                    | 5–10 %                                                                                            | 5–10 % | -                                               | -                                                                             | -                                               |
| Astrachan                                                                                   | -                                                                                                 | 40–50 % engl. „(Caracul)“                                                                                            | 10 %                                            | 60 % (Austin) 25 % (Nestler)                                                  | 15 %                                            |
| Bassarisk, Ringtailcat                                                                      | 50–60                                                                                             | 60–70 % gefärbt 60–70 % naturfarben                                                                                  | -                                               | -                                                                             | -                                               |
| Baummarder (Edelmarder)                                                                     | 40–50 %                                                                                           | 50–60 % | -                                               | 65 % naturfarben 45 % (Austin) 55 (Nestler) geblendet                         | 60 % natur und gefärbt                          |
| Biber mit Grannen                                                                           | 80–90 %                                                                                           | 90 % | -                                               | 90 %                                                                          | -                                               |
| Biber, geschoren                                                                            | 70–80 % (Hoch-, Tiefschur)                                                                        | 80–90 % ungerupft 60–70 % gerupft, geschoren                                                                         | -                                               | 85 % gerupft                                                                  | 91 %                                            |
| Bilch (Siebenschläfer)                                                                      | 5–10 %                                                                                            | - | -                                               | -                                                                             | -                                               |
| Bisam, geschoren                                                                            | 50–60 %                                                                                           | - | -                                               | -                                                                             |                                                 |
| Bisam mit Grannen                                                                           | 50–60 %                                                                                           | 70–60 % USA-Blackbisam 40–50 % USA-Bisamwamme                                                                        | 45 %                                            | 45 %                                                                          | 51–57 % naturfarben 33 % Hudson                 |
| Bluebackfell                                                                                | 50–60 %                                                                                           | - | -                                               | -                                                                             | -                                               |
| Braunbären                                                                                  | 90–100 %                                                                                          | 80–90 % | -                                               | 94 % braun oder schwarz                                                       | 94–96 % [allgemein] „Bär“                       |
| Breitschwanz                                                                                | 30–40 %                                                                                           | - | -                                               | -                                                                             | 18–75 % engl. „Astrakhan broadtail“             |
| Burunduk (Chipmunk)                                                                         | 20–30 %                                                                                           | 20–30 % | -                                               | -                                                                             | -                                               |
| Caloyos                                                                                     | 50–60 %                                                                                           | - | 15 %                                            | -                                                                             | -                                               |
| Chinchilla                                                                                  | 20–30 %                                                                                           | 20–30 % | -                                               | 15 % (Austin) 20 % (Nestler)                                                  | 17–25 %                                         |
| Chinchillona (Kurzschwanz-Chinchilla)                                                       | 10–20 %                                                                                           | - | -                                               | -                                                                             | -                                               |
| Chinchillaratte                                                                             | 5–10 %                                                                                            | - | -                                               | -                                                                             | -                                               |
| Civet Cat (Lyraskunk)                                                                       | 20–30 %                                                                                           | 40–50 % | -                                               | 40 %                                                                          | -                                               |
| Dachs                                                                                       | 60–70 % Europa, China, Korea, Japan (meist Pinselware) Honigdachs: Vorderasien, Afrika            | 60–70 % | -                                               | -                                                                             | 75 %                                            |
| Desman (Silberbisam, Wychochol)                                                             | 40–50 %                                                                                           | - | -                                               | -                                                                             | -                                               |
| Edelfuchs: Silberfuchs, Platinfuchs u. a. Mutationsfüchse, Kreuzfuchs, Blaufuchs, Weißfuchs | 40–50 %                                                                                           | 50–60 % Blaufuchs, Grisfuchs, Kreuzfuchs, Platinfuchs, neuer Silberfuchs 40–50 % Weißfuchs 20–30 % alter Silberfuchs | -                                               | -                                                                             | 40 % Silberfuchs 20 % Weißfuchs, „bleuté“ Fuchs |
| Eichhörnchen (Feh)                                                                          | 30–40 %                                                                                           | 30–40 % | -                                               | 25 % (Austin) 30 (Nestler)                                                    | 28–75 %                                         |
| Eisbär                                                                                      | 90–100 %                                                                                          | 90–100 % | -                                               | -                                                                             | -                                               |
| Fischotter                                                                                  | 90–100 % insbesondere nordamerikan. Otter                                                         | 90–100 % kanadisch 70–80 % südamerikanisch 60–70 % asiatisch                                                         | -                                               | 100 %                                                                         | 98 %                                            |
| Fliegender Hund (Molenda)                                                                   | 10–20 %                                                                                           | geringe Haltbarkeit                                                                                                  | -                                               | -                                                                             | -                                               |
| Fohlen                                                                                      | 60–70 %                                                                                           | 40–50 % | -                                               | 35 % russisch                                                                 | -                                               |
| Galjak                                                                                      | 10–20 % größere Sorten widerstandsfähiger                                                         | - | -                                               | -                                                                             | -                                               |
| Gazelle                                                                                     | 5–10 %                                                                                            | - | -                                               | -                                                                             | -                                               |
| Genette (Ginsterkatze)                                                                      | 20–30 %                                                                                           | - | -                                               | 35 %                                                                          | -                                               |
| Großkatzen                                                                                  | 50–60 % Tiger, Löwe, Jaguar, Schneeleopard, (Irbis), Puma, Nebelparder, Gepard                    | 80–70 % Leopard 50–60 % Jaguar, Löwe 30–40 % Gepard                                                                  | -                                               | 75 % Leopard                                                                  | 81–86 % Leopard                                 |
| Guanako                                                                                     | 50–60 %                                                                                           | - | -                                               | -                                                                             | -                                               |
| Halbaffen                                                                                   | 20–30 %; 30–40 %                                                                                  | - | -                                               | -                                                                             | -                                               |
| Halbpersianer                                                                               | 50–60 % u. a. Schiras                                                                             | - | -                                               | -                                                                             | -                                               |
| Hamster                                                                                     | 30–40 %                                                                                           | 30–40 % | -                                               | -                                                                             | -                                               |
| Hasen                                                                                       | 5–10 % grauer Hase (Feldhase), weißer Hase (sibirischer Hase, Schneehase)                         | 10–20 % | 5 %                                             | 5 %                                                                           | 5 %                                             |
| Hauskatze                                                                                   | 50–60 %                                                                                           | 30–40 % | -                                               | -                                                                             | -                                               |
| Hermelin, Wiesel                                                                            | 30–40 %                                                                                           | 50–60 % | 25 %                                            | 25 %                                                                          | 32–35 %                                         |
| Iltis                                                                                       | 40–50 % auch weißer Iltis                                                                         | 60–70 % | -                                               | -                                                                             | -                                               |
| Japanischer Marder, japanischer Nerz                                                        | 40–50 %                                                                                           | - | -                                               | 20 %                                                                          | -                                               |
| Kalb                                                                                        | 30–40 %                                                                                           | 40–50 % | -                                               | -                                                                             | -                                               |
| Känguru                                                                                     | 20–30 % Riesenkänguru                                                                             | 30–40 % | -                                               | -                                                                             | -                                               |
| Kanin                                                                                       | 20–30 % Seal-, Biberkanin 10–20 % Oberhaarkanin, Kanin gerupft                                    | 10–20 % bis auf feingeschorene, gefärbte französische                                                                | 5 %                                             | 5 % Wildkanin                                                                 | 8 %                                             |
| Kleinkatzen, wildlebend                                                                     | 50–60 %                                                                                           | 40–50 % | -                                               | -                                                                             | -                                               |
| Koala                                                                                       | 30–40 %                                                                                           | - | -                                               | -                                                                             | -                                               |
| Kolinsky                                                                                    | 20–30 %                                                                                           | 40–50 % | -                                               | 25 %                                                                          | -                                               |
| Klippschliefer                                                                              | 5–10 %                                                                                            | - | -                                               | -                                                                             | -                                               |
| Lammfelle - Schaffelle, geschoren                                                           | 50–60 % Buenos, Borregos, Embros, Borrequitos                                                     | 60–70 % Biberlamm | -                                               | -                                                                             | -                                               |
| Lammfelle - Oberhaarware                                                                    | 40–50 % Moirés: östliches China, Indisch Lamm, Bagdads, Astrachan                                 | - | -                                               | -                                                                             | -                                               |
| Luchs                                                                                       | 50–60 % feine und gröbere Provenienzen                                                            | 40–50 % | 50–60 %                                         | 25 %                                                                          | 33–43 % naturfarben 22–25 % schwarz gefärbt     |
| Maulwurf                                                                                    | 5–10 %                                                                                            | 10–20 % | 5 %                                             | 7 %                                                                           | 11 %                                            |
| Mufflon                                                                                     | 30–40 %                                                                                           | - | -                                               | -                                                                             | -                                               |
| Murmel (Bobak)                                                                              | 70–80 %                                                                                           | 50–60 % | -                                               | -                                                                             | 10 % gefärbt                                    |
| Native Cat (Tüpfelbeutelmarder)                                                             | 30–40 %                                                                                           | - | -                                               | -                                                                             | -                                               |
| Nerz (Wildnerz)                                                                             | 70–60 % gröbere Provenienzen 50–60 % seidige Provenienzen, u. a. Kanadier                         | 70–80 % | 70 %                                            | 70 % naturfarben 35 % (Austin) 55 % (Nestler) gefärbt                         | 76–81 %                                         |
| Nerz (Farmnerz)                                                                             | -                                                                                                 | 80–90 % | -                                               | -                                                                             | -                                               |
| Nutria                                                                                      | 40–50 % gerupft, mit Grannen                                                                      | 50–60 % | 25 % [zu der Zeit immer gerupft]                | 25 % (Austin) 45 % (Nestler) [zu der Zeit immer gerupft]                      | 35–45 [zu der Zeit immer gerupft]               |
| Opossum, amerikanisch                                                                       | 30–40 %                                                                                           | 40–50 % | 35 %                                            | 37 % naturfarben 20 % (Austin) 30 % (Nestler) gefärbt                         | 37 %                                            |
| Opossum (Possum), australisch                                                               | 50–60 % 30–40 % Adelaide                                                                          | 70–80 % | -                                               | 40 %                                                                          | 42–43 %                                         |
| Opossum (Possum), tasmanisch                                                                | 50–60 %                                                                                           | 30–40 % | -                                               | -                                                                             | -                                               |
| Otterspitzmaus (Babyotter)                                                                  | 20–30 %                                                                                           | - | -                                               | -                                                                             | -                                               |
| Ozelot                                                                                      | 50–60 %                                                                                           | 70–80 % | -                                               | -                                                                             | -                                               |
| Pahmi (chines. Steinmarder, Sonnendachs)                                                    | 60–70 %                                                                                           | 50–60 % | -                                               | -                                                                             | -                                               |
| Pelzhunde (Ostasien)                                                                        | 50–60 %                                                                                           | 60–70 % | -                                               | -                                                                             | -                                               |
| Persianer (Karakul)                                                                         | 60–70 %                                                                                           | 50–60 % | -                                               | 65 %                                                                          | 63–75 %                                         |
| Petschaniki                                                                                 | 50–60 %                                                                                           | - | -                                               | -                                                                             | -                                               |
| Pijiki (junges Ren)                                                                         | 20–30 %                                                                                           | - | -                                               | -                                                                             | -                                               |
| Präriewolf (Coyote)                                                                         | 60–70 %                                                                                           | bis 40 % | -                                               | -                                                                             | -                                               |
| Ringtail                                                                                    | 40–50 %                                                                                           | - | -                                               | -                                                                             | -                                               |
| Rotfüchse                                                                                   | 50–60 % Gröbere Provenienzen; ferner Grisfuchs, Kitfuchs, Korsuk, Präriefuchs 40–30 % Mongolen    | 40–50 % Kitfuchs „(Corsac Fox)“ 50–60 %                                                                              | 40 % natur 25 % (Austin) 35 % (Nestler) gefärbt | 40 % naturfarben 25 % schwarz gefärbt                                         | 43–53 % naturfarben 25 % schwarz gefärbt        |
| Rosshaut                                                                                    | 20–30 %                                                                                           | - | -                                               | -                                                                             | -                                               |
| Schakal                                                                                     | 60–70 %                                                                                           | - | -                                               | -                                                                             | -                                               |
| Schmaschen                                                                                  | 50–60 %                                                                                           | - | -                                               | -                                                                             | -                                               |
| Schnabeltier (Platypus)                                                                     | 50–60 %                                                                                           | - | -                                               | -                                                                             | -                                               |
| Seal (Bärenrobbe), Seebär, Pelzseehund                                                      | 60–70 %                                                                                           | 90–100 % | 90 % Alaska Seal                                | 80 % naturfarben 70 % gefärbt                                                 | 83–87 %                                         |
| Seefuchs (Marderhund, Tanuki)                                                               | 50–60 %                                                                                           | - | -                                               | -                                                                             | -                                               |
| Seehund mit Grannen (Haarseehund)                                                           | 40–50 %                                                                                           | 60–70 % | -                                               | -                                                                             | -                                               |
| Seeotter                                                                                    | 90–100 %                                                                                          | 90–100 % | 100 %                                           | 100 %                                                                         | 100 %                                           |
| Skunk, nordamerikanisch                                                                     | 50–60 % härtere Provenienzen, u. a. Minnesota. Weniger widerstandsfähig sind die seidigen Eastern | - | -                                               | 50 %                                                                          | 66–73 %                                         |
| Skunk, südamerikanisch                                                                      | 30–40 % bis 50 % Montevideo                                                                       | 65 % | -                                               | -                                                                             | -                                               |
| Slink-Lamm                                                                                  | 40–50 %                                                                                           | - | -                                               | -                                                                             | -                                               |
| Steinmarder                                                                                 | 50–60 %                                                                                           | 50–60 % | -                                               | 45 % (Austin) 55 % (Nestler) naturfarben 35 % (Austin) 45 % (Nestler) gefärbt | 43–45 %                                         |
| Suslik (Ziesel)                                                                             | 10–20 %                                                                                           | 20–30 % | -                                               | -                                                                             | -                                               |
| Tibetlamm                                                                                   | 30–40 %                                                                                           | - | -                                               | -                                                                             | -                                               |
| Tigeriltis (Perwitzky)                                                                      | 30–40 %                                                                                           | - | -                                               | -                                                                             | -                                               |
| Viscacha                                                                                    | 5–10 %                                                                                            | 10–20 % | -                                               | -                                                                             | -                                               |
| Vielfraß                                                                                    | 90–100 %                                                                                          | 90–100 % | 100 %                                           | 100 %                                                                         | -                                               |
| Virginischer Iltis (Fischermarder, Pekan)                                                   | 90–100 %                                                                                          | 90–100 % | -                                               | -                                                                             | -                                               |
| Wallaby                                                                                     | 5–10 %                                                                                            | 30–40 % | -                                               | 65 % naturfarben 50 % gefärbt                                                 | -                                               |
| Waschbär (Schuppen)                                                                         | 50–60 %                                                                                           | 70–80 % amerikanischer                                                                                               | 65 %                                            | 65 % natur 50 % (Austin) 55 % (Nestler) gefärbt                               | 73–83 %                                         |
| Wasserratten                                                                                | 5–10 % gelbe, russische                                                                           | - | -                                               | -                                                                             | -                                               |
| Whitecoat                                                                                   | 50–60 %                                                                                           | - | -                                               | -                                                                             | -                                               |
| Wiesel                                                                                      | 30–40 % 40–50 % chinesische und japanische                                                        | 30–40 % | -                                               | -                                                                             | -                                               |
| Wolf, Timberwolf                                                                            | 60–70 %                                                                                           | bis 60 % Timberwolf                                                                                                  | -                                               | 50 % naturfarben                                                              | 63–73 %                                         |
| Wombat                                                                                      | 30–40 %                                                                                           | - | -                                               | -                                                                             | -                                               |
| Zebra                                                                                       | -                                                                                                 | Nicht gut, Haar zu steif, dickes Leder                                                                               | -                                               | -                                                                             | -                                               |
| Zibetkatze (afrikanische)                                                                   | 50–60 %                                                                                           | - | -                                               | -                                                                             | -                                               |
| Zibetkatze (asiatische)                                                                     | 60–70 %                                                                                           | - | -                                               | -                                                                             | -                                               |
| Zickel (Kid)                                                                                | 10–20 %                                                                                           | 20–30 % | -                                               | -                                                                             | -                                               |
| Ziege                                                                                       | 10–20 %                                                                                           | - | -                                               | 15 %                                                                          | 23–33 %                                         |
| Zobel, amerikanischer (Fichtenmarder)                                                       | 40–50 %                                                                                           | 50–60 % | -                                               | -                                                                             | 67–75 %                                         |
| Zobel, russischer, sibirischer                                                              | 50–60 %                                                                                           | 50–60 % | -                                               | 60 % naturfarben 45 % (Austin) 55 % (Nestler) gefärbt (geblendet)             | 63–75 % naturfarben 55 % geblendet 50 % gefärbt |

Der Wollforscher E. Tänzer veröffentlichte 1932 eine gleich aufgebaute Haltbarkeitsaufstellung, in der ebenfalls als am wenigsten haltbar das Hasenfell betrachtet wird.
Erich Beinhauer, Vorsitzender des Ausschusses für Technik und Forschung des Zentralverbands des Kürschnerhandwerks, stellte vor 1986 aus allen ihm bekannten Untersuchungen eine neue Haltbarkeitstabelle als Diagramm zur Nutzung für Sachverständige zusammen, „welche nur streng vertraulich und nirgends veröffentlicht werden“ durfte. Er merkte dazu an: „Leider sind die Prozentangaben immer nur für das ganze Fell zu sehen, wohingegen die Haltbarkeit vom Leder gegenüber dem Haar große Unterschiede aufweist.“